# Fourmies
 (aout 2024).
Pour les articles ayant des titres homophones, voir Fourmi et Fourmy.
Fourmies est une commune française située dans le département du Nord, en région Hauts-de-France.

## Géographie

### Localisation
Fourmies est située dans l'arrondissement d'Avesnes-sur-Helpe, à l'extrême sud-est du département du Nord. Historiquement, cette région dépendait du comté de Hainaut.
Fourmies jouxte le département de l'Aisne. Elle se trouve à 10 km de la frontière belge, à 33 km du département des Ardennes et fait partie du parc naturel régional de l'Avesnois.
Fourmies se trouve, à vol d'oiseau, à 15 km de la sous-préfecture Avesnes-sur-Helpe, à 30 km de Maubeuge, 48 km de Mons, 52 km de Charleroi, 56 km de Charleville-Mézières, 60 km de Cambrai, 53 km de Valenciennes, à 98 km de Lille, la préfecture du Nord, 84 km de Reims, 95 km de Bruxelles, et à 178 km de Paris.
| Féron         | Glageon    | Trélon |
| Wignehies     | Fourmies   | Trélon |
| Clairfontaine | Mondrepuis | Anor   |

### Géologie et relief
Fourmies est située en « grande Thiérache », région qui appartient géologiquement au massif de l'Ardenne.

### Hydrographie

#### Réseau hydrographique
La commune est traversée par la ligne de partage des eaux entre les bassins hydrographiques Artois-Picardie et Seine-Normandie. Elle est drainée par la Planchette, le ruisseau de la Fontaine Rouge, la Marnoise, la Concorde, la Pré Ruelle, la Rue des Étangs, le fossé des Anciennes Carrières de Hauty, le Merdelot, le ruisseau Des Maillets et un autre petit cours d'eau,.
L'Helpe Mineure, d'une longueur de 50 km, prend sa source dans la commune de Ohain et se jette  dans la Sambre canalisée à Locquignol, après avoir traversé douze communes. Les caractéristiques hydrologiques de l'Helpe Mineure sont données par la station hydrologique située dans la commune. Le débit moyen mensuel est de 0,34 m3/s. Le débit moyen journalier maximum est de 9,9 m3/s, atteint lors de la crue du 20 décembre 1993. Le débit instantané maximal est quant à lui de 17,6 m3/s, atteint le 13 novembre 2010.

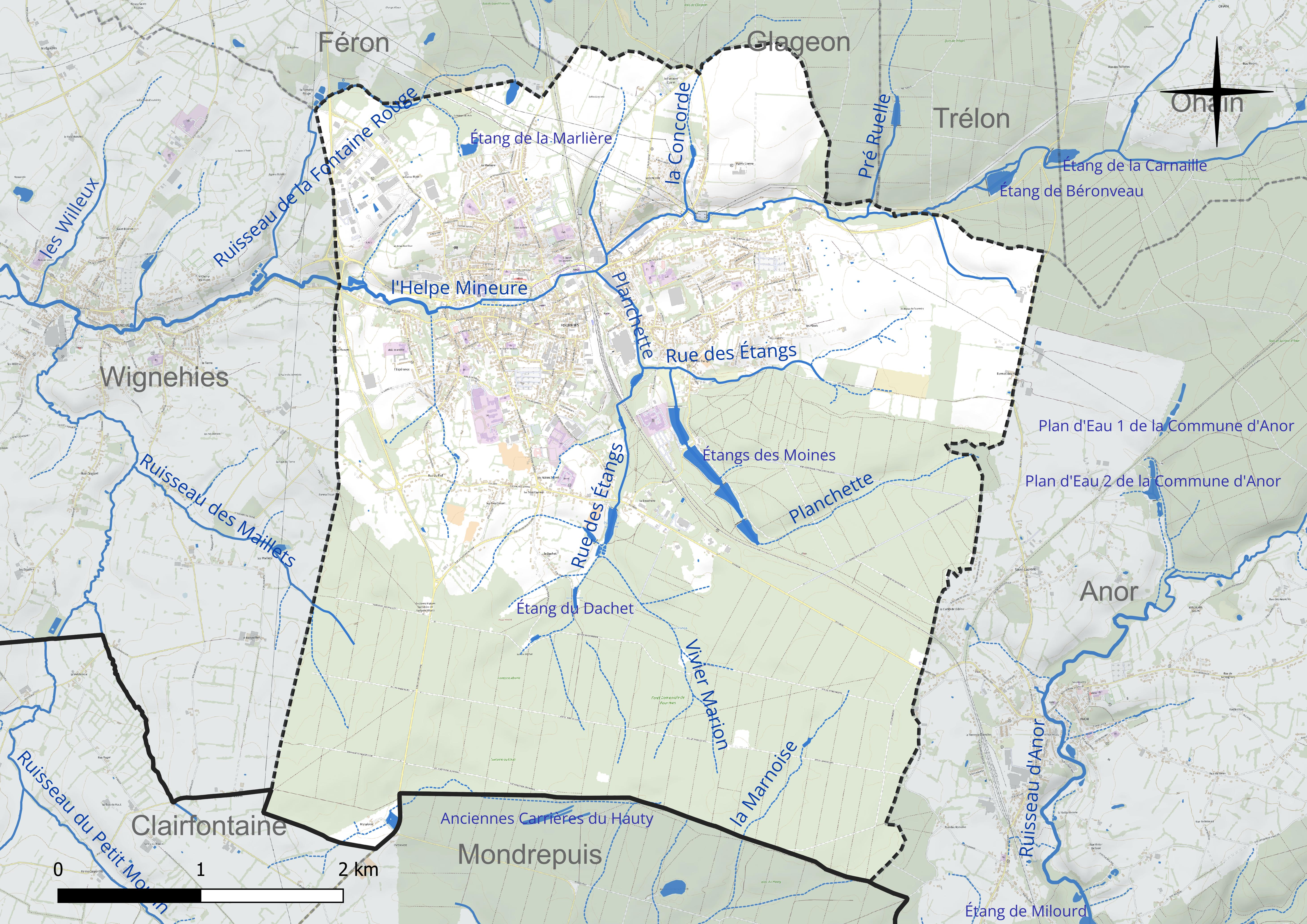
Réseau hydrographique de Fourmies.

Cinq plans d'eau complètent le réseau hydrographique : les étangs des Moines (2,6 ha), l'étang de la Bouchère (1,3 ha), l'étang de la Marlière (0,8 ha), l'étang des Moines (1,6 ha) et l'étang du Dachet (0,2 ha),.

#### Gestion et qualité des eaux
Le territoire communal est couvert par le schéma d'aménagement et de gestion des eaux (SAGE) « Sambre ». Ce document de planification concerne un territoire de 1 253 km2 de superficie, délimité par le bassin versant de la Sambre. Le périmètre a été arrêté le 1er novembre 2003 et le SAGE proprement dit a été approuvé le 21 septembre 2012, puis modifié le 18 août 2022. La structure porteuse de l'élaboration et de la mise en œuvre est le syndicat mixte du Parc naturel régional de l'Avesnois. 
La qualité des cours d'eau peut être consultée sur un site dédié géré par les agences de l'eau et l'Agence française pour la biodiversité. 

### Climat
Pour des articles plus généraux, voir Climat des Hauts-de-France et Climat du Nord.
En 2010, le climat de la commune est de type climat des marges montargnardes, selon une étude du CNRS s'appuyant sur une série de données couvrant la période 1971-2000. En 2020, Météo-France publie une typologie des climats de la France métropolitaine dans laquelle la commune est exposée à un climat océanique altéré et est dans la région climatique  Nord-est du bassin Parisien, caractérisée par un ensoleillement médiocre, une pluviométrie moyenne régulièrement répartie au cours de l'année et un hiver froid (3 °C). 
Pour la période 1971-2000, la température annuelle moyenne est de 9,5 °C, avec une amplitude thermique annuelle de 15,2 °C. Le cumul annuel moyen de précipitations est de 919 mm, avec 13,4 jours de précipitations en janvier et 10 jours en juillet. Pour la période 1991-2020, la température moyenne annuelle observée sur la station météorologique la plus proche, située dans la commune de Saint-Hilaire-sur-Helpe à 17 km à vol d'oiseau, est de 10,5 °C et le cumul annuel moyen de précipitations est de 802,4 mm,. Pour l'avenir, les paramètres climatiques de la commune estimés pour 2050 selon différents scénarios d'émission de gaz à effet de serre sont consultables sur un site dédié publié par Météo-France en novembre 2022.

## Urbanisme

### Typologie
Au 1er janvier 2024, Fourmies est catégorisée centre urbain intermédiaire, selon la nouvelle grille communale de densité à sept niveaux définie par l'Insee en 2022.
Elle appartient à l'unité urbaine de Fourmies, une agglomération intra-départementale regroupant deux  communes, dont elle est ville-centre,,. Par ailleurs la commune fait partie de l'aire d'attraction de Fourmies, dont elle est la commune-centre,. Cette aire, qui regroupe 7 communes, est catégorisée dans les aires de moins de 50 000 habitants,.

### Voies de communication et transports
Sur le plan ferroviaire, la Ville est traversée par l'axe Lille-Thionville, le premier à être électrifié dans le nord-est de la France en raison de son important trafic fret. La gare SNCF est desservie par les TER Nord-Pas-de-Calais.
Elle sera prochainement traversée par la véloroute TransEuropéenne (EV3) Paris-Moscou (étude en cours du Conseil général).
Le réseau départemental interurbain Arc en Ciel 4 assure la desserte sur route de la ville de Fourmies (lignes 402 express, 402, 433, 438 et 439).

### Morphologie urbaine
La ville ancienne s'est développée le long de la rivière.
Sur le plan du patrimoine bâti, les maisons traditionnelles sont construites en brique et couvertes d'ardoises. Les maisons construites aux XVIIIe et XIXe siècles comportaient également des éléments en pierre bleue (linteaux, appuis de fenêtre).
À Fourmies, le passé industriel de la cité a laissé des traces sur les constructions. Même s'ils deviennent minoritaires dans le paysage de la ville, à côté d'anciennes usines encore en activité, sont présentes de nombreuses « maisons de maître » sans oublier quelques anciennes cités ouvrières dénommées corons. La ville comporte un important quartier dénommé Trieux.
Dans les années 1950 à 1970, un nombre important d'immeubles HLM est construit ; les quartiers dits de l'Espérance et de Marlière-Malakoff se développent en concomitance. Depuis 2015, ils sont inclus dans un vaste quartier prioritaire qui regroupe la moitié de la population de la ville, avec un taux de pauvreté de 46 % en 2020.

## Toponymie

### Attestations anciennes
- Formeias, 1091, Titre de St-André du Cateau.
- Formies, 1107, Cart. de l'abb. de Liessies.
- Furmies, 1114, Acte de Raoul, arch. de Cambrai.
- Formiis, 1167, Cart. de l'abb. de Liessies.
- Fourmies, 1186, J. de G., ann. du Hainaut, XII, 339.
- Formies, 1349 , Pouillé de Cambrai.
- Fromyes, XVIIe siècle, doc. topog.
- Fourmies, 1711, pierre tombale du lieu.

### Étymologie
La terminaison -ies est caractéristique à de nombreuses autres communes du Hainaut français et belge, ainsi que de Picardie et de Normandie. En règle générale, elle suit le nom d'une personne d'origine franque et signifie  « domaine, propriété de ». Pour Maurits Gysseling, Fourmies vient de Furmiacas « propriété de Furmo », nom de personne germanique.

## Histoire
Des traces d'occupation gallo-romaine ont été mises au jour à Fourmies au XIXe siècle, mais sans qu'il soit donné de localisation précise.

### Moyen Âge
Concernant l'histoire de la ville de Fourmies au Moyen Âge :
- 843 : avec le traité de Verdun, le partage de l'empire carolingien entre les trois petits-fils de Charlemagne octroie à Lothaire I la Francie médiane qui comprend le Hainaut dont fait partie le village.
- 855 : avec le Traité de Prüm qui partage la Francie médiane entre les trois fils de Lothaire I, le Hainaut est rattaché à la Lotharingie dont hérite Lothaire II.
- 870 : avec le traité de Meerssen après la mort de Lothaire II, une partie de la Lotharingie dont fait partie le Hainaut est rattachée à la Francie occidentale.
- 880 : avec le traité de Ribemont en 880, le Hainaut est rattaché à la Francie orientale qui deviendra le Saint-Empire romain germanique en 962.
- XIIe siècle : Le village, qui faisait partie de la pairie d'Avesnes, fut donné par le seigneur à l'abbaye de Liessies au début XIIe siècle. L'abbaye de Bucilly y avait également des terres qui furent un objet de différends avec Liessies jusqu'au XIIIe siècle.
- 1436-1477 : Fourmies est sous domination bourguignonne.
- 1477-1556 : Fourmies est sous domination autrichienne.

### Époque moderne
Concernant l'Histoire de la ville de Fourmies à l'époque moderne :
- Aux XVIe et XVIIe siècles, il s'agit encore d'un petit village où se trouve cependant, en raison de sa position à l'extrême frontière du Hainaut, un fort tenu par une garnison espagnole. En 1637, celui-ci tombe aux mains du gouverneur de La Capelle qui fait brûler le village. La misère et la ruine sont le lot des habitants durant tout le XVIIe siècle.
- 1556 : Fourmies passe sous domination espagnole.
- 1590 : carnage de catholiques exécutés. Maison forestière de La fontaine Al'Tuerie, en mémoire du carnage.
- 1599 : la première verrerie est établie.
- 1659 : à l'instar d'Avesnes-sur-Helpe, chef-lieu de gouvernement de la ville du même nom, Fourmies (qui fait partie des villages dépendant de ce chef-lieu) devient française avec le traité des Pyrénées (Comme approximativement la moitié sud-ouest de l'arrondissement d'Avesnes-sur-Helpe).
- 1694 : création des étangs des Moines (trois étangs sont creusés et mis en eau).
- XVIIIe siècle : les fabriques de fil à dentelle s'installent au début XVIIIe siècle, les premières filatures de coton à la fin XVIIIe siècle.
- 1774 : 1re filature de lin « retors et blanchis » à la façon de Hollande créée par Jean Staincg et Nicolas Legrand.

### Époque contemporaine
Concernant l'histoire de la ville de Fourmies à l'époque contemporaine :
- 1790 : à la suite de la subdivision des départements français en districts, à compter de 1790, Fourmies se trouve dans le canton de Trélon, lui-même appartenant au district d'Avesnes jusqu'en 1795, date à laquelle les districts sont supprimés par la constitution du 5 fructidor An III (22 août 1795).
- 1800 : à la suite de la loi du 28 pluviôse an VIII (17 février 1800) qui crée les arrondissements pour remplacer les districts, Fourmies fait partie de l'arrondissement d'Avesnes-sur-Helpe créé au regard de l'arrêté en date du 17 ventôse an VIII.
- XIXe siècle : les filatures de laine s'installent au début du XIXe siècle.
- 1805 : 1re fabrique de bonneterie de coton.
- 1810 : 1re filature de coton appelée « La Vieille », fondée par Louis-Joseph Legrand.
- 1812 : Le 12 mars, un terrible ouragan ravage la ville de Fourmies.
- 1815-1818 : à la suite de l'effondrement de l'empire napoléonien, Fourmies est occupée par des troupes prussiennes et, dans une moindre mesure, des troupes russes.
- 1820 : Fourmies compte 2 000 habitants.
- 1822 : présence d'une verrerie, 2 filatures de coton, 3 fourneaux à fondre le minerai de fer.
- 1825 : Naissance de l'industrie lainière grâce à Théophile Legrand qui crée la première filature sur Fourmies. Dès 1825, il construit la filature Le Malakoff pour se lancer dans la laine peignée.
- 1825 et 1885 : plans napoléoniens de Fourmies[28].
- 1830-1890 : L'âge d'or de l'industrie lainière.
- 1837 : Fondation de la Compagnie des sapeurs-pompiers, elle comprenait alors 31 pompiers, en 1852, elle en comptait 42, et en 1883 : 75.
- 1838 : Fondation de la Société musicale.
- 1860 : L'église Saint-Pierre est construite. Elle est inaugurée le 23 novembre 1862 par le cardinal Regnier, archevêque de Cambrai. C'est au pied de l'église Saint-Pierre, à l'époque, place de la Mairie, que le marché hebdomadaire rassemblait les étals des marchands forains et aussi des fermiers venus y vendre leur beurre et leurs fromages. Aujourd'hui, le marché hebdomadaire a lieu place de la République.
- 1862 : La chapelle de Trieux de Villers (ainsi que l'église Saint-Pierre) sont inaugurées par le cardinal Regnier, archevêque de Cambrai.
- 1865 : Création de la Société de « Secours Mutuel » par Édouard Flament.

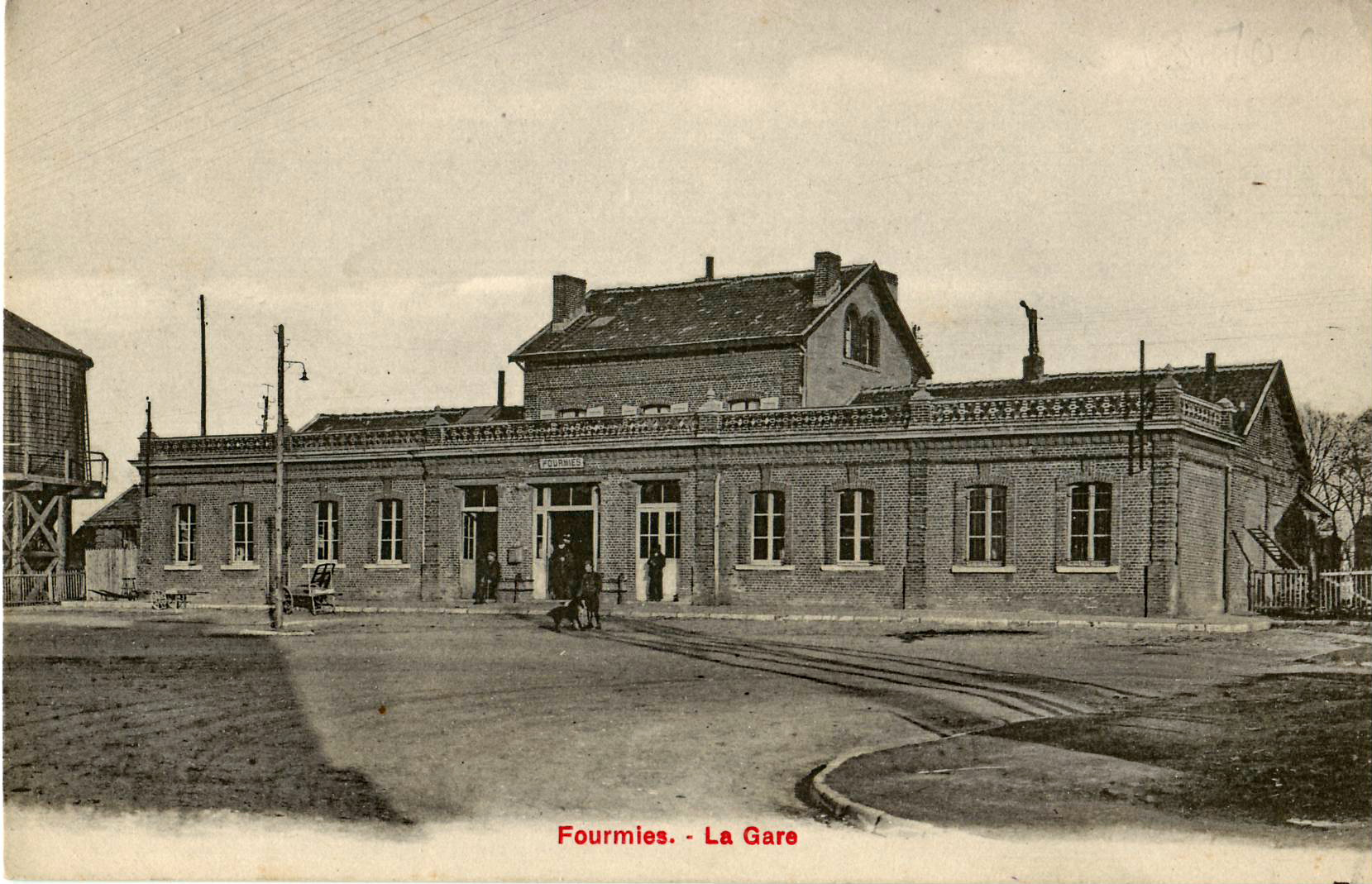
La gare de Fourmies au début du XX.

- 1866 : construction de la ligne de chemin de fer qui va de Valenciennes à Hirson.
- 1868 : la « verrerie noire » voit le jour à Fourmies (production de bouteilles de champagne). Le dernier four à verre noir s'éteint à Fourmies en 1958.
- 1869 : arrivée du chemin de fer à Fourmies avec la mise en service, le 30 octobre 1869, de la section de chemin de fer Aulnoye-Hirson.
- 1872 : Apogée de l'industrie lainière à Fourmies.
- 1874 : Création de la Société du commerce et de l'industrie lainière de la région de Fourmies.
- 1876 : Création du Journal de Fourmies, hebdomadaire qui est paru de 1876 à 1939. Il a été fondé par Victor Bachy. Le premier exemplaire est sorti des presses le dimanche 29 octobre 1876. À l'origine, les bureaux étaient implantés rue des Rousseaux, avant d'emménager rue Cousin-Corbier puis du Général Leclerc. Cet hebdomadaire « non politique, littéraire, scientifique, industriel et commercial » fut, au début, « une feuille » destinée à tous les industriels et négociants de la laine, avant de s'étoffer pour informer toute la population locale.
- 1877 : Mort de Théophile Legrand, homme de bien, fondateur de l'industrie lainière et acteur principal de l'essor de Fourmies.
- 1878 : La Société industrielle présente une exposition collective des produits lainiers fabriqués dans la région, à l'exposition universelle. Elle y remporte un diplôme d'honneur. En 1878, presque l'apogée de l'industrie textile à Fourmies, la région de Fourmies produit 10 621 tonnes de laine peignée, filée et tissée.
- 1881 : Installation du téléphone en ville. La même année, les travaux de construction du groupe scolaire Victor-Hugo (actuelle mairie) commencent. En 1883, une école maternelle y est ouverte. Le groupe scolaire permet ensuite de préparer aux examens du certificat d'études et au brevet, l'école devenant « primaire supérieure »[29].
- 1884 à 1903 : Le tramway est né à Fourmies en lien avec les besoins des industries textiles en matière de transport de marchandises mais aussi pour faciliter le transport des ouvriers qui travaillaient dans les usines. Le réseau comportait deux lignes principales dont le point de départ se trouvait à la gare ferroviaire de Fourmies. La première ligne permettait de rejoindre Wignehies, la deuxième, Trieux de Villers. À noter que onze voies secondaires desservaient des entreprises textiles. Les locomotives à vapeur étaient utilisées pour le trafic voyageur et marchandise sur une voie dite « métrique ». Au total, le réseau comportait 10 km de lignes. Le tramway a fonctionné de 1884 à fin 1903.
- 1885 : Une deuxième ligne de chemin de fer dessert Fourmies. Le 29 août 1885 est inaugurée la ligne de chemin de fer Maubeuge-Fourmies. Le tracé passe par Rousies, Ferrière-la-Grande, Ferrière-la-Petite, Sars-Poteries, Solre le Château, Liessies, Trélon. À partir du 1er septembre 1885, la ligne est exploitée commercialement. Victime du développement de la motorisation individuelle, le service voyageur sera supprimé sur toute la ligne le 28 septembre 1969.

#### Fusillade de Fourmies
Concernant la Fusillade de la ville de Fourmies :

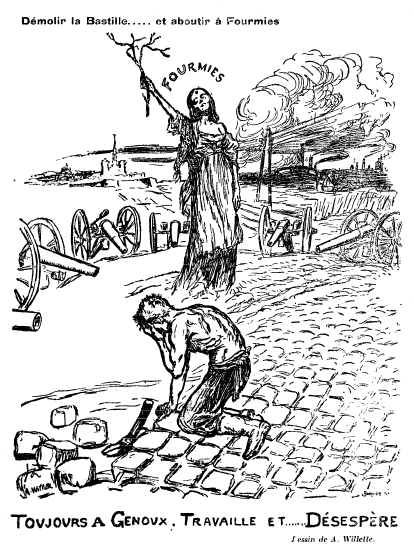
Illustration d'A. Willette parue dans l'Almanach du Père Peinard en 1896.

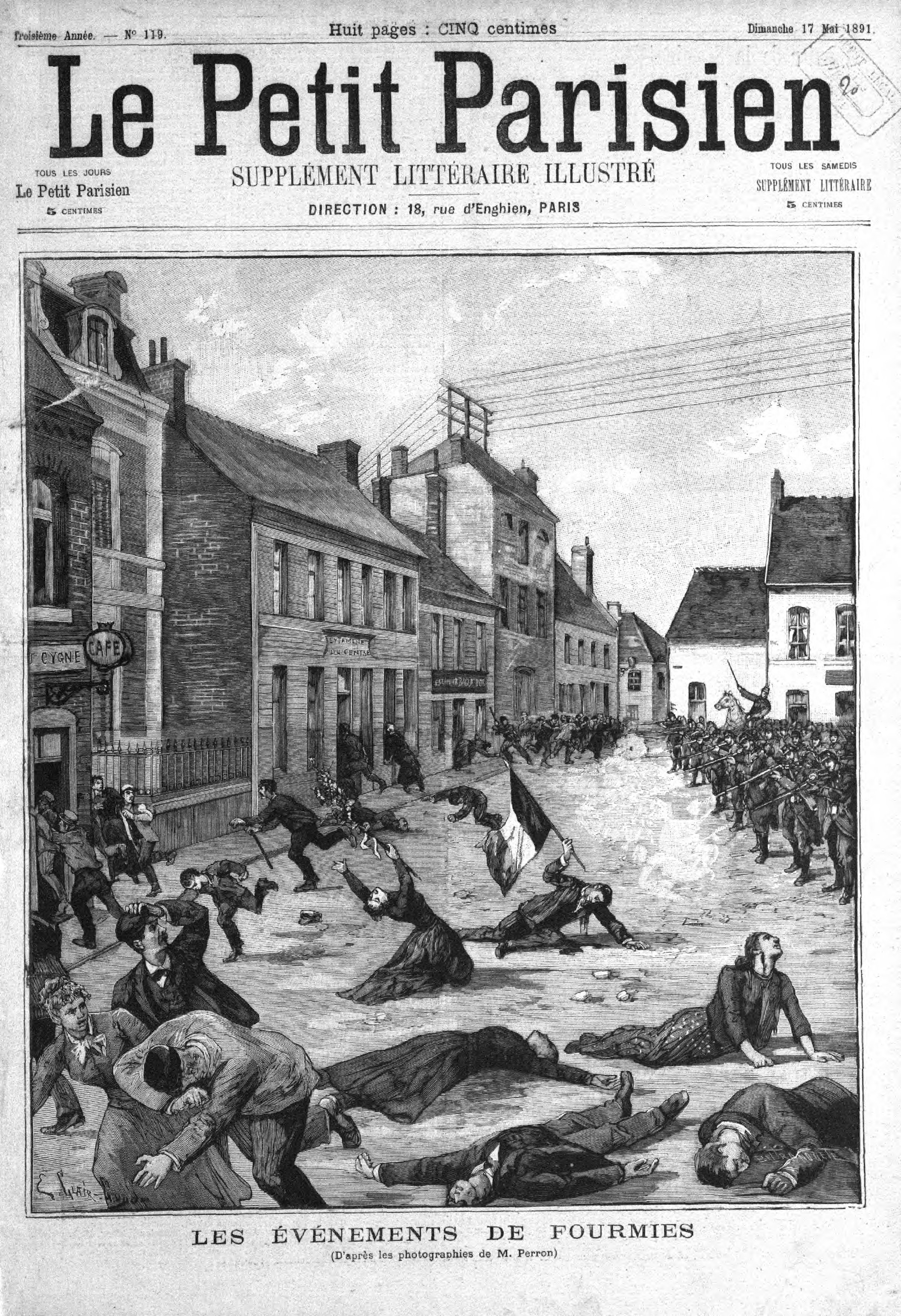
La fusillade de Fourmies.

- Le 1er mai 1891 : Fusillade de Fourmies, première célébration française de la Journée internationale des travailleurs. À Fourmies (Nord) la troupe tire sur les grévistes pacifiques : neuf morts, dont huit manifestants de moins de 21 ans, parmi lesquels une jeune ouvrière qui restera comme un symbole, Maria Blondeau, et 35 blessés.

La fusillade du 1er mai à Fourmies provoque une vive émotion dans la France entière. Elle est considérée aujourd'hui comme l'un des événements fondateurs du mouvement ouvrier. Jean Jaurès se rendra même peu après à Fourmies pour y prononcer un discours tandis que Georges Clemenceau déclarera devant les députés que « c'est le Quatrième état qui s'est levé ».
- Le 1er mai 1903 est inauguré à Fourmies un monument à la mémoire des victimes dans le cimetière du centre.

#### Développement des filatures
Concernant le développement des filatures de la ville de Fourmies :
- De 1820 à 1891, le développement de l'industrie textile contribue à voir la population de la commune passer 2 000 à 16 000 habitants. Fourmies devient le premier centre mondial de laine peignée. Les deux guerres mondiales puis la concurrence des pays émergents vont conduire à la fermeture successive des usines textiles. À ce jour, il ne reste plus qu'une seule usine textile à Fourmies.
- 1891 : Fourmies compte 37 filatures (près de 50 pour la région de Fourmies).
- 1892 : construction de l'église Notre-Dame qui a remplacé une chapelle qui avait été bâtie en 1862 en haut de la rue de la Montagne et démolie en 1884.
- 1895 : des bâtiments sont édifiés pour abriter le collège Saint-Pierre.
- 1906 : recensement de la population : 13 641 habitants pour 2 060 maisons et 3 859 ménages[31].
- 1907 : en mai, un grand concours international de sociétés de musique s'est déroulé dans la commune. 140 sociétés musicales défilèrent dans les artères principales de la ville.
- 1910 : La production de laine peignée de la région de Fourmies vient en tête de la production française avec 23 millions de kg (47 % de la production nationale). La même année, une grande exposition d'art, de commerce et d'industrie, installée place verte et dans les locaux du groupe scolaire Victor-Hugo (actuelle Mairie) attira la foule. De grandioses manifestations culturelles, artistiques et commerciales sont organisées du 14 août au 11 septembre.

#### Les deux Guerres mondiales et la période actuelle
Voici une chronologie de la ville de Fourmies au cours des deux guerres mondiales et de la période actuelle :
- 1914-1918 : Du 27 août 1914 jusqu'à presque l'armistice du 11 novembre 1918, la Ville est occupée par les troupes allemandes. Sur le plan économique, 88 % du potentiel industriel est détruit durant l'occupation. Sur le plan des infrastructures ferroviaires, le viaduc (longueur 110 mètres, composé de six arches de 16,50 m en maçonnerie de brique) qui permet de franchir la vallée de l'Helpe Mineure est détruit par le génie français le 25 août 1914 à l'approche des troupes ennemies. Toutefois, en 1915, il est reconstruit en provisoire (en bois) par le Génie allemand en 40 jours avec 600 hommes. Les Allemands reconstruisirent le pont en dur (pilastres en briques et longerons métalliques) avant la fin de la guerre 1914-1918. L'ouvrage, après plusieurs campagnes de renforcement, sera reconstruit ensuite en 1979. Le 7 novembre 1918, les plénipotentiaires allemands arrivant de Spa (Belgique) font une halte à Fourmies avant de franchir les lignes pour proposer le premier armistice de la fin de la Première Guerre mondiale. Le 8 novembre 1918 marque la débâcle allemande à Fourmies.
- 1919 : Le 25 juin, création de la " Société des Filatures de laine peignée de la Région de Fourmies "-la SFRF-résultat de l'union de 25 établissements textiles ayant mis en commun leurs dommages de guerre.
- 1920 : Comme après toutes les guerres, les Français après l'Armistice de 1918, veulent vivre et se passionnent pour cette nouveauté qu'est l'automobile. À Fourmies, Paul Génestin, fils d'un marchand de meubles, avec quelques amis, ouvre un garage rue du conditionnement et récupéra quelques épaves et du matériel des surplus de l'armée. En 1920 naquit la première Genestin, ce que nous appellerions de nos jours un « bitza » constitué de divers éléments. Cette politique sera celle de Paul Genestin qui n'avait pas les moyens d'investir dans des machines-outils, un bureau d'étude ni bien sûr dans une chaîne de montage.
- En 1922, Paul Genestin fonde la S.A Automobiles Paul Genestin et s'installe dans un garage plus spacieux, place Clavon, toujours à Fourmies. Il construit des automobiles mais toujours avec des éléments provenant de l'extérieur, constructeurs ou fournisseurs. Les moteurs viennent de chez Firet, à Maubeuge, les châssis et essieux de chez Malicel et Blin, les carrosseries de chez Bastien à Fourmies ou de chez Deshayes et Courtoix à Avesnes. Genestin n'assure que le montage mais le fait bien et surtout avec cette façon de travailler, il peut répondre plus facilement aux souhaits de la clientèle. Il propose une petite gamme, les types G7, GS8, GL9, les deux premières équipées de quatre cylindres 1 550 cm3, la dernière étant motorisée par six cylindres de 1 700 cm3. Toutes sortes de carrosseries pouvaient s'adapter à ces châssis, la GS8 pouvait être équipée d'un moteur à compresseur. C'est avec ce modèle que Paul Genestin prend le départ de l'épreuve régionale dite Circuit des routes pavées du Nord.
- 1923 : Construction des bains-douches place de Verdun. Aujourd'hui, le bâtiment correspond à la Maison des Associations (depuis 1994).
- Au Salon 1924, Paul Genestin rencontre la direction de la Société de Construction Industrielle de Moteurs à Explosion et adopte ses groupes motopropulseurs performants. Tout en mettant au point des inventions telles qu'une boîte de vitesses hydraulique et un système de freinage à bandes, Paul Genestin essaie toujours de promouvoir ses voitures par la compétition. Il engage une conduite intérieure G7 dans le tout nouveau Grand Prix des Frontières à Chimay et s'impose dans la catégorie 1 100 cm3 en 1926.
- En 1927, le catalogue Genestin comprend trois modèles avec moteurs CIME. Le châssis G7, 1 100 cm3 pouvait être équipé d'un moteur Chapuis-Dornier. Paul Genestin envisageait même de s'inscrire aux 24 heures du Mans avec la BC4, dérivée du modèle GS8 mais son beau-fils se tua au volant d'une de ses voitures, et le constructeur de Fourmies cessa toute activité sportive. La marque périclita et les portes de la petite usine fermèrent définitivement fin 1929 après qu'un peu plus d'une centaine de voitures aient été assemblées, toujours fidèles à leur réputation de robustesse et de qualité, bénéficiant malgré tout de tous les raffinements en matière de confort et d'agrément de conduite. Paul Genestin ruiné, partit au Maroc avec son épouse et se blessant en remontant un moteur pour une entreprise de travaux publics, succomba à une septicémie en 1934.
- 1928 : Première édition du Grand Prix de Fourmies, course cycliste aujourd'hui inscrite au calendrier de l'UCI.
- 1929 : le 21 juillet 1929, l'Office public municipal d'Habitations à Bon Marché (HBM) est créé. Début de la construction du monastère des Clarisses rue de Paris (aujourd'hui Avenue Kennedy). Le bâtiment est construit par M. Brousmiche sur les plans de l'architecte Bruyneel. Le monastère est construit avec les dons de la population et la famille Legrand.
- 1932 : ouverture du monastère rue de Paris qui accueille les Clarisses. Auparavant et depuis leur arrivée en ville en 1922, les Clarisses étaient logées rue Cousin Corbier.
- 1932 : construction du Théâtre (inauguration le 15 août 1933) à la suite de l'incendie en 1928 de la salle des fêtes (inaugurée le 8 novembre 1903) qui avait elle-même succédé à une filature dénommée « Le Palais ».
- 1940 : venue par la Belgique, la 7e Panzer (Division blindée), commandée par le général Erwin Rommel, arrive dans l'Avesnois le 16 mai 1940 en passant par Clairfayts. Elle continue sa progression très rapidement vers Avesnes-sur-Helpe puis Landrecies. Fourmies est ensuite occupée. La plupart des usines sont arrêtées, faute de matière première et de charbon. Pendant la guerre, plusieurs usines sont endommagées (Marche et Levasseur, de La Roulette, Charles Petit). Les halles de marchandises de la gare et 24 immeubles d'habitation sont détruits (417 plus partiellement). Le 17 mai 1940, trois des neuf avions français venus en mission dans la région depuis la base aérienne de Melun-Villaroche sont abattus par la DCA allemande. Les avions se sont écrasés dans la forêt à proximité des Étangs des Moines.
- 1944 : le 2 septembre 1944, des troupes américaines libèrent la ville. L'Avesnois est libéré par la 3e division blindée (général Rose) appartenant au 7e corps (général Collins) de la 1re armée US (général Hodges) qui fait partie du 12e groupe d'armée (Bradley). À leur tête se trouve le général Dwight David Eisenhower. Plus précisément, le 2 septembre 1944 en matinée, arrivées de Laon (Aisne) et se dirigeant vers Avesnes-sur-Helpe, les troupes américaines apparaissent aux Noires Terres et s'engagent dans la rue de Paris (actuellement avenue Kennedy). Elles se dirigent ensuite vers les rues des Rouets, des Carniaux (maintenant Édouart-Verpreat), Cousin Corbier, Xavier Clavon et de l'Émaillerie (aujourd'hui Théophile-Legrand). Quelques échauffourées ont lieu dans la journée liées à des retardataires allemands, fort désemparés, qui évoluent encore dans la Grand'Rue ou à la présence d'une auto blindée allemande en panne dans une pâture à Minonsars ou des voitures route d'Anor[32]. Si les Américains sont accueillis par une nombreuse foule rue des Carniaux et à l'angle de la rue Saint-Louis, il n'en est pas de même quelques mètres plus loin, rue Xavier-Clavon, après être passé devant l'église Saint-Pierre. Avant le départ des troupes ennemies, un char allemand est néanmoins resté stationné sur la place proche (Clavon). Le char refuse de se rendre. Les blindés américains se positionnent alors et font feu. Le char de la Wehrmacht et ses occupants sont anéantis. La route est libre. La colonne alliée reprend sa route vers le nord. La libération de Fourmies aura duré deux heures. Vers 17 h, les groupements de la Résistance se réunissent en Mairie pour composer la nouvelle autorité communale. La guerre a laissé des traces : 122 Fourmisiens ont perdu leur vie dont 66 officiers et sous-officiers tués lors de combats ou morts en captivité, 15 personnes tuées lors de la libération, fusillées ou mortes en déportation et 14 civils tués durant l'exode ou pendant les bombardements.
- 1949 : création de l'École d'apprentissage textile. Première année de reprise du fonctionnement normal de l'industrie textile. La région possède encore 85 % de l'équipement de filature national et 17 % de l'équipement de tissage.
- 1950-1951 : Début de la crise textile. La SFRF compte encore 11 usines. Début de la migration quotidienne vers le bassin de la Sambre, début de la reconversion industrielle.
- 1952 : Création du Comité d'expansion économique de la région de Fourmies (CEERFA), association loi de 1901. Campagne de presse, message radio, prospection pour attirer les industries nouvelles et recherches des avantages fiscaux.
- 1961 : les premiers locataires emménagent dans l'immeuble « La Madelon », rue Berthelot.
- 1963 : MINIFIX, le 1er supermarché de Fourmies, ouvre Rue Saint Louis.
- 1969 : Le 28 septembre 1969, le service voyageur de la ligne de chemin de fer Maubeuge-Fourmies est supprimé.
- 1973-1974 : construction de la piscine municipale. L'inauguration a lieu en 1974.
- 1974 : destruction de l'église Saint-Pierre (place Georges-Coppeaux) avant la reconstruction de l'édifice actuel.
- 1977 : la Mairie est transférée Place de Verdun dans un bâtiment qui abritait auparavant le groupe scolaire Victor-Hugo.
- 1978 : Les travaux de reconstruction du viaduc ferroviaire enjambant l'Helpe Mineure (au-dessus de l'avenue Charles-de-Gaulle) commencent en décembre 1978. Au même emplacement que l'ancien, un ouvrage droit, de structure mixte acier-béton, à trois travées continues de 32,5 m, 45 m et 32,5 m, prend appui sur deux piles intermédiaires d'apparence fine. Le 9 mai 1980, le nouveau viaduc est inauguré.
- 1980 : Le 13 juin 1980 a lieu la première assemblée générale constitutive de l'Écomusée de la région de Fourmies.
- 2012 : Après deux ans de rénovation, le théâtre de style art déco, dénommé Jean Ferrat, est inauguré le 24 février 2012.
- 2016 : Le 24 septembre 2016, après presque trois ans de travaux, la Médiathèque Antoon Krings est inaugurée. L'établissement public a été construit en lieu et place de l'ancien Hôtel des Postes.
- 2017 : Le 28 janvier 2017, le tiers-lieu " Le L@bo " est inauguré. Cet espace vise à former les habitants aux nouveaux outils numériques, à proposer un espace de co-working et permettre l'accès à des ordinateurs et machines à commande numérique.

### Devise
L'ancienne devise de la ville est : « Travail, Probité ». Elle est formulée en français, contrairement à celle de Roubaix, exprimée, quant à elle, en latin.

## Politique et administration

### Distinctions et labels
En 2011, la commune de Fourmies a été récompensée par le label « Ville Internet @@ ».

### Politique de développement durable
La ville a engagé une politique de développement durable en lançant une démarche d'Agenda 21 en 2005.

### Jumelages
Voici les villes jumelées avec la ville de Fourmies :
- Bernbourg (Allemagne) depuis 1967 ;
- Fridley (États-Unis) (Siège social de Medtronic) ;
- Arenas de San Pedro (Espagne).

## Population et société

### Démographie

#### Évolution démographique
L'évolution du nombre d'habitants est connue à travers les recensements de la population effectués dans la commune depuis 1793. Pour les communes de plus de 10 000 habitants les recensements ont lieu chaque année à la suite d'une enquête par sondage auprès d'un échantillon d'adresses représentant 8 % de leurs logements, contrairement aux autres communes qui ont un recensement réel tous les cinq ans,.

En 2022, la commune comptait 11 528 habitants, en évolution de −4,88 % par rapport à 2016 (Nord : +0,51 %, France hors Mayotte : +2,11 %).
| 1793  | 1800  | 1806  | 1821  | 1831  | 1836  | 1841  | 1846  | 1851  |
| ----- | ----- | ----- | ----- | ----- | ----- | ----- | ----- | ----- |
| 1 474 | 1 560 | 1 741 | 1 935 | 2 247 | 2 450 | 2 634 | 3 048 | 3 360 |

| 1856  | 1861  | 1866  | 1872  | 1876   | 1881   | 1886   | 1891   | 1896   |
| ----- | ----- | ----- | ----- | ------ | ------ | ------ | ------ | ------ |
| 4 654 | 5 357 | 7 045 | 9 989 | 11 888 | 15 052 | 14 771 | 15 895 | 15 287 |

| 1901   | 1906   | 1911   | 1921   | 1926   | 1931   | 1936   | 1946   | 1954   |
| ------ | ------ | ------ | ------ | ------ | ------ | ------ | ------ | ------ |
| 14 083 | 13 876 | 14 148 | 11 991 | 13 939 | 13 815 | 13 787 | 12 694 | 13 414 |

| 1962   | 1968   | 1975   | 1982   | 1990   | 1999   | 2006   | 2011   | 2016   |
| ------ | ------ | ------ | ------ | ------ | ------ | ------ | ------ | ------ |
| 14 508 | 15 117 | 15 505 | 15 242 | 14 505 | 13 867 | 13 155 | 12 608 | 12 119 |

| 2021   | 2022   | - | - | - | - | - | - | - |
| ------ | ------ | - | - | - | - | - | - | - |
| 11 456 | 11 528 | - | - | - | - | - | - | - |

#### Pyramide des âges
La population de la commune est relativement jeune.
En 2018, le taux de personnes d'un âge inférieur à 30 ans s'élève à 36,6 %, soit en dessous de la moyenne départementale (39,5 %). À l'inverse, le taux de personnes d'âge supérieur à 60 ans est de 28,3 % la même année, alors qu'il est de 22,5 % au niveau départemental.
En 2018, la commune comptait 5 409 hommes pour 6 305 femmes, soit un taux de 53,82 % de femmes, largement supérieur au taux départemental (51,77 %).
Les pyramides des âges de la commune et du département s'établissent comme suit.
| Hommes | Classe d’âge | Femmes |
| ------ | ------------ | ------ |
| 0,9    | 90 ou +      | 1,8    |
| 6,4    | 75-89 ans    | 10,9   |
| 16,5   | 60-74 ans    | 19,6   |
| 20,4   | 45-59 ans    | 17,6   |
| 16,3   | 30-44 ans    | 16,0   |
| 18,2   | 15-29 ans    | 15,9   |
| 21,3   | 0-14 ans     | 18,3   |

| Hommes | Classe d’âge | Femmes |
| ------ | ------------ | ------ |
| 0,5    | 90 ou +      | 1,4    |
| 5,3    | 75-89 ans    | 8,1    |
| 14,8   | 60-74 ans    | 16,2   |
| 19,1   | 45-59 ans    | 18,4   |
| 19,5   | 30-44 ans    | 18,7   |
| 20,7   | 15-29 ans    | 19,1   |
| 20,2   | 0-14 ans     | 18     |

La formidable croissance démographique de Fourmies correspond au développement de l'industrie textile dans la cité au XIXe siècle. Après une relative stabilisation du nombre d'habitants jusqu'aux années 1970, la population décline ensuite en concomitance avec la fermeture des filatures.

### Services publics
- Enseignement : Écoles publiques (7 écoles maternelles et 7 écoles primaires) ; École privée ; Collèges publics : 3 (Camille Claudel, Léo Lagrange, Joliot-Curie) ; Lycée public : 1 (Camille Claudel) ; Institution Saint Pierre (collège et lycée privés) ; Inspection Académique
- Santé : Centre Hospitalier (dont Maternité) ; Centre Médico-psychologique
- Sécurité : Gendarmerie
- Finances : Trésor public
- Social : Sécurité Sociale ; UTPAS-Unité Territoriale de Prévention et d'Action Sociale (Conseil Général) ; CCAS de Fourmies
- Habitat : FOURMIES Habitat (Office public de l'Habitat) (ex Office HLM)
- Poste : Agence commerciale ; Centre de distribution
- Travail : Pôle emploi ; Réussir en Sambre Avesnois , accompagnement social et professionnel pour tous les publics, aides aux entreprises (recrutement, etc.).
- Transport : gare SNCF voyageurs
- Droit : Point d'accès au droit
- Collectivités territoriales : Commune de Fourmies
- EPCI : Communauté de communes du Sud Avesnois ; SICT-Syndicat intercommunal du Canton de Trélon ; SIAFW-Syndicat intercommunal d'assainissement de Fourmies-Wignehies .

### Cultes
Fourmies fait partie de la paroisse Sainte-Claire en Avesnois (archidiocèse de Cambrai).
Il existe au sein de cette ville deux églises :
- Église Saint-Pierre
- Église Notre-Dame

## Économie
Du début du XIXe siècle à la fin des années 1940, Fourmies a été un centre important de production lainière spécialisé dans la laine peignée. Louis Florin, habitant à Wignehies, employait encore, en 1950, plus de trois mille ouvriers et ouvrières dans ses usines textiles de Fourmies. Aujourd'hui, l'industrie textile ne comporte plus qu'une seule unité.
Un début de reconversion a été mené à la suite de la chute de l'industrie textile sans pouvoir conserver le nombre d'emplois présents dans la commune. L'enclavement routier de la commune explique également les difficultés économiques actuelles de la ville. La cité compte près de 34 % de chômeurs en 2012.
Des zones d'activité ont cependant été créées : La Marlière, ZI Route d'Anor.
Aujourd'hui, quelques entreprises dynamiques et innovantes sont présentes, dont la société Medtronic, implantée depuis 1979, 42 salariés en 2009 : fondée aux États-Unis en 1949, siège social basé à Minneapolis, l'entreprise fabrique à Fourmies des sondes cardiaques (600 000 par an). Ces sondes électriques, posées dans le cadre d'opérations « à cœur ouvert », ont pour but de contrôler et stimuler le rythme cardiaque .
Les ex « Visseries de Fourmies » demeurent la plus importante entreprise privée en termes d'emplois à l'échelle de la ville et du canton, avec 188 salariés en 2009. Fondée en 1932 à Fourmies, l'entreprise familiale qui fabrique depuis toujours des vis connu plusieurs propriétaires (Sacilor en 1988, Valois en 1996, puis Textron et, en 2006, le fonds américain « Platinium equity » et sa filiale Acument). En 2009, l'entreprise est rachetée par le groupe italien Agrati.
Aujourd'hui, la zone d'activités de « La Marlière » regroupe des grandes surfaces liées à des enseignes nationales et quelques entreprises.
Le centre-ville conserve un nombre important de commerces indépendants.
La présence de commerces (grandes enseignes et commerce indépendant), de services publics, de PME, conduit Fourmies à devenir la ville centre du sud Avesnois mais aussi de Thiérache.
En 2019, la société Eurocave, fondée en 1976, est le leader mondial de la cave de vieillissement de vins, présent dans 70 pays et exportant 80 % de sa production

## Culture locale et patrimoine

### Musées

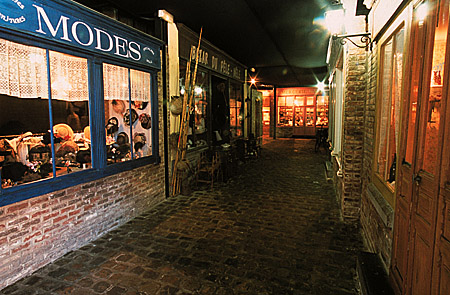
Écomusée de Fourmies-Trélon.

La commune comporte deux musées : l'Écomusée de l'Avesnois à Fourmies dont fait partie, de manière distincte, le musée du textile et de la vie sociale à Fourmies.
Installé dans une ancienne filature (filature Prouvost-Masurel, dans un lieu-dit « En dessous des moulins ») qui a fonctionné de 1874 à 1978, le musée fourmisien rassemble sur une surface de 2 500 m2 les éléments les plus significatifs de l'industrie du textile.
Le musée est réparti en deux sections, l'une sur le textile (de sa fabrication, de la laine brute du mouton au produit fini, à son entretien) et l'autre sur l'aspect de la vie sociale de la région au début du XIXe siècle.
La cheminée de l'usine textile Prouvost-Masurel est considérée comme une référence culturelle, un Beffroi du travail, par le conseil général.
De nombreuses machines maintenues en activité font découvrir l'évolution de l'industrie du textile. La reconstitution d'un estaminet, d'un intérieur ouvrier, d'une salle de classe, d'une rue avec ses magasins nous montre le quotidien de ces ouvriers hommes, femmes et enfants.
Le musée du textile et de la vie sociale à Fourmies-Écomusée de l'Avesnois a été fondé par Pierre Camusat et Marie-Thérèse Martin.

### Autres
- Le site des Étangs des Moines
- La Place Verte et les rues commerçantes, lieux de promenade
- La Place de la République[53]
- La zone commerciale La Marlière
- Cinéma Le palace
- Le Théâtre de Fourmies : une saison culturelle est organisée dans le cadre d'une coopération transfrontalière avec Hirson (Aisne) et Chimay (Belgique)
- L'école municipale de musique : 430 élèves, 19 enseignants
- La médiathèque Antoon Krings
- Le château de la Marlière
- UpTo : La Grande École Du Numérique[54]

### Personnalités liées à la commune
- Théophile Legrand (1799-1877), industriel, créateur de la première filature sur Fourmies.
- Ephrem Coppeaux (1870-1931) : maire de Fourmies (1908-1931), conseiller général (1919-1931), député du Nord (1924-1928).
- André Pochan (1891-1979), physicien et mathématicien français, égyptologue.
- Général Raymond Chomel (1897-1989), né à Fourmies.
- Roger Cazy (1898-1970), militant d'extrême droite.
- Jean Delsarte (1903-1968), fondateur du groupe de scientifiques qui inventa les mathématiques modernes.
- Jean Lefebvre, (1919-2004), acteur français qui a été à l'école à Fourmies.
- Bienheureux Jean Wauthier O.M.I. (1926-1967), né à Fourmies, missionnaire au Laos, béatifié en 2016.
- Roland Bondonny (1932-2005), accusé dans l'affaire d'empoisonnements de chiens à Égletons en Corrèze.
- Georges Delvallée (né en 1937 à Fourmies), organiste, pianiste, grand prix de l'académie Charles-Cros.
- Supernana (1954-2007), née à Fourmies ; animatrice de radio et de télévision.
- Michaël Deloffre (né en 1958), artiste, peintre, sculpteur, designer français.
- Thierry Toutain (né en 1962) : athlète marcheur.
- Delfynn Delage, également connue sous le nom de Delphynn (née le 12 janvier 1976 à Fourmies), actrice de films pornographiques et chanteuse pop rock depuis 2008 sous le nom de Lena Costa.
- Antoon Krings (né à Fourmies en 1962), écrivain et illustrateur français dont le nom a été donné à la nouvelle médiathèque le 24 septembre 2016[55].
- Vincent Gontier, sculpteur, est un natif de la commune.

### Évènements
- Chaque année, depuis 1928, se déroule en septembre le Grand Prix de Fourmies, une course cycliste professionnelle.
- Un cyclo-cross s'y déroule, il a été le support d'un championnat de France de cyclo-cross en 1986 et d'une manche du Challenge la France cycliste de cyclo-cross en 2005.
- La fête de la musique.
- La ducasse annuelle qui se déroule du 2e au 3e week-end de juillet.
- Trame(s) : festival de l'édition et de la création, qui se déroule le dernier week-end de l'année scolaire, dont le rendez-vous majeur est un salon d'éditeurs qui se tient au cœur de la salle des machines du Musée du Textile et de la Vie Sociale.